# Copa Sudamericana 2003
La Copa Sudamericana 2003, denominada por motivos comerciales Copa Nissan Sudamericana 2003, fue la segunda edición del torneo organizado por la Confederación Sudamericana de Fútbol, en la que participaron equipos de diez países: Argentina, Bolivia, Brasil, Chile, Colombia, Ecuador, Paraguay, Perú, Uruguay y Venezuela.
Cienciano de Perú  se consagró campeón, pasando a la historia al ser el primer y único cuadro de su país en lograr un título internacional oficial hasta la fecha. El logro llegó tras vencer en la final al club argentino River Plate con un marcador global de 4-3. La consagración le permitió al equipo cusqueño disputar la Recopa Sudamericana 2004 ante Boca Juniors, campeón de la Copa Libertadores 2003. Asimismo, clasificó a la Copa Sudamericana 2004.

## Formato
De los 35 participantes, solamente Boca Juniors y River Plate de Argentina —invitados por Conmebol— iniciaron el torneo desde la segunda fase. Los restantes 33 debieron disputar la rondas previas, donde las llaves y los grupos se establecieron enfrentándose los equipos del mismo país de origen. De allí salieron los últimos 14 clasificados a la segunda fase, instancia desde la cual el torneo adoptó un formato de eliminación directa, que pasó posteriormente por los cuartos de final, las semifinales y la final, en la que se declaró al campeón. En caso de igualdad de puntos y diferencia de goles al finalizar una serie a doble partido —ida y vuelta—, en cualquiera de las fases, se ejecutaron tiros desde el punto penal.
|                              |                              | Equipos que entran en esta fase | Equipos que provienen de la fase anterior     |
| ---------------------------- | ---------------------------- | --- | --------------------------------------------- |
| Ronda preliminar (2 equipos) | Ronda preliminar (2 equipos) | - 2 equipos de Venezuela |                                               |
| Primera fase (32 equipos)    | Primera fase (32 equipos)    | - 1 equipo, campeón de la Copa Sudamericana 2002 - 12 equipos de Brasil - 4 equipos de Argentina - 2 equipos de Bolivia, Chile, Colombia, Ecuador, Paraguay, Perú y Uruguay | - 1 equipo clasificado de la Ronda preliminar |
| Fases finales (16 equipos)   | Fases finales (16 equipos)   | - 2 equipos de Argentina | - 14 equipos clasificados de la Primera fase  |

## Distribución de los cupos
| País                            | Cupos | fases finales | segunda fase | Primera fase |
| ------------------------------- | ----- | ------------- | ------------ | ------------ |
| Brasil                          | 12    | –             | 12           | –            |
| Argentina                       | 6     | 2             | 4            | –            |
| Bolivia                         | 2     | –             | 2            | –            |
| Chile                           | 2     | –             | 2            | –            |
| Colombia                        | 2     | –             | 2            | –            |
| Ecuador                         | 2     | –             | 2            | –            |
| Paraguay                        | 2     | –             | 2            | –            |
| Perú                            | 2     | –             | 2            | –            |
| Uruguay                         | 2     | –             | 2            | –            |
| Venezuela                       | 2     | –             | -            | 2            |
| Fase anterior                   | –     | 14            | 1            | –            |
| Campeón de la Copa Sudamericana | 1     | –             | 1            | –            |
| Total                           | 35    | 16            | 32           | 2            |

## Equipos participantes
| País                                              | Equipo | Vía de clasificación |
| ------------------------------------------------- | --- | --- |
| Argentina 4 cupos + 2 invitados + campeón vigente | San Lorenzo Vélez Sarsfield Rosario Central Independiente Colón Boca Juniors River Plate                                            | Campeón de la Copa Sudamericana 2002 3.º en la tabla de posiciones del Campeonato de Primera División 2002-03 4.º en la tabla de posiciones del Campeonato de Primera División 2002-03 5.º mejor equipo ubicado en la tabla de posiciones del Campeonato de Primera División 2002-03 6.º en la tabla de posiciones del Campeonato de Primera División 2002-03 Invitado y 2.º en la tabla de posiciones del Campeonato de Primera División 2002-03 Invitado y 1.º en la tabla de posiciones del Campeonato de Primera División 2002-03 |
| Bolivia 2 cupos                                   | The Strongest Bolívar | Campeón del Torneo Apertura 2003 Subcampeón del Torneo Apertura 2003 |
| Brasil 12 cupos                                   | Atlético Mineiro Corinthians Cruzeiro Flamengo Fluminense Grêmio Internacional Palmeiras Santos São Caetano São Paulo Vasco da Gama | Clasificado por el Ranking de la Conmebol |
| Chile 2 cupos                                     | Provincial Osorno Universidad Católica                                                                                              | Ganador de la Liguilla Pre-Sudamericana 2003 Ganador de la Liguilla Pre-Sudamericana 2003 |
| Colombia 2 cupos                                  | Atlético Nacional Deportivo Pasto                                                                                                   | Mejor equipo ubicado en la Reclasificación 2002 no participante de la Copa Libertadores 2003 2.º mejor equipo ubicado en la Reclasificación 2002 no participante de la Copa Libertadores 2003 |
| Ecuador 2 cupos                                   | Barcelona Liga de Quito | Ganador de la primera etapa del Campeonato Ecuatoriano de 2003 2.º puesto de la primera etapa del Campeonato Ecuatoriano de 2003 |
| Paraguay 2 cupos                                  | Libertad Guaraní | Ganador del Torneo Apertura 2003 Subcampeón del Torneo Apertura 2003 |
| Perú 2 cupos                                      | Alianza Lima Cienciano | Ganador de la fase clasificatoria a la Copa Sudamericana 2003 Ganador de la fase clasificatoria a la Copa Sudamericana 2003 |
| Uruguay 2 cupos                                   | Nacional Danubio | Campeón del Campeonato Uruguayo de 2002 Subcampeón del Campeonato Uruguayo de 2002 |
| Venezuela 2 cupos                                 | Deportivo Italchacao Monagas | Mejor equipo ubicado en la tabla acumulada de la Primera División Venezolana 2002-03 no participante de la Copa Libertadores 2004 2.º mejor equipo ubicado en la tabla acumulada de la Primera División Venezolana 2002-03 no participante de la Copa Libertadores 2004 |

### Distribución geográfica de los equipos
Distribución geográfica de las sedes de los equipos participantes:

## Ronda preliminar
| Fechas                    | Local en la ida | Global | Local en la vuelta   | Ida | Vuelta | Llave       |
| ------------------------- | --------------- | ------ | -------------------- | --- | ------ | ----------- |
| 31 de julio y 5 de agosto | Monagas         | 1:3    | Deportivo Italchacao | 1:2 | 0:1    | Venezuela 1 |

## Primera fase
Los doce clubes brasileños fueron divididos en 4 grupos de 3 equipos, donde se enfrentaron entre sí a una sola rueda, actuando cada equipo como local en una sola ocasión. Con los demás participantes se establecieron 10 llaves, que enfrentó a cada equipo con el otro clasificado de su mismo país —el campeón defensor fue emparejado con el ganador de la Ronda preliminar—. El ganador de cada uno de los 4 grupos y el vencedor de cada una de las 10 llaves avanzaron a la segunda fase.

### Llaves
| Fechas                          | Local en la ida      | Global       | Local en la vuelta | Ida | Vuelta | Llave             |
| ------------------------------- | -------------------- | ------------ | ------------------ | --- | ------ | ----------------- |
| 14 y 20 de agosto               | Deportivo Italchacao | 1:8          | San Lorenzo        | 1:2 | 0:6    | Campeón/Venezuela |
| 12 y 28 de agosto               | Colón                | 7:2          | Vélez Sarsfield    | 3:1 | 4:1    | Argentina 3       |
| 6 de agosto y 4 de septiembre   | Independiente        | 2:1          | Rosario Central    | 1:1 | 1:0    | Argentina 4       |
| 7 y 19 de agosto                | The Strongest        | 3:3 (4:2 p.) | Bolívar            | 2:2 | 1:1    | Bolivia 1         |
| 5 de agosto y 2 de septiembre   | Universidad Católica | 2:2 (5:3 p.) | Provincial Osorno  | 0:1 | 2:1    | Chile 1           |
| 6 y 21 de agosto                | Deportivo Pasto      | 1:2          | Atlético Nacional  | 0:0 | 1:2    | Colombia 1        |
| 29 de julio y 12 de agosto      | Liga de Quito        | 3:2          | Barcelona          | 2:0 | 1:2    | Ecuador 1         |
| 14 y 28 de agosto               | Guaraní              | 1:1 (2:4 p.) | Libertad           | 0:1 | 1:0    | Paraguay 1        |
| 7 y 26 de agosto                | Cienciano            | 2:0          | Alianza Lima       | 1:0 | 1:0    | Perú 1            |
| 26 de agosto y 18 de septiembre | Danubio              | 2:3          | Nacional           | 0:1 | 2:2    | Uruguay 1         |

### Zona Brasil

#### Grupo 1
| Equipo        | Pts. | PJ | PG | PE | PP | GF | GC | DG |
| ------------- | ---- | -- | -- | -- | -- | -- | -- | -- |
| Santos        | 4    | 2  | 1  | 1  | 0  | 4  | 1  | 3  |
| Internacional | 4    | 2  | 1  | 1  | 0  | 4  | 2  | 2  |
| Flamengo      | 0    | 2  | 0  | 0  | 2  | 1  | 6  | –5 |

| \| Fecha \| Lugar \| Local \| Resultado \| Visitante \| \| --------------- \| -------------- \| ------------- \| --------- \| ------------- \| \| 13 de agosto \| Santos \| Santos \| 1:1 \| Internacional \| \| 27 de agosto \| Porto Alegre \| Internacional \| 3:1 \| Flamengo \| \| 3 de septiembre \| Río de Janeiro \| Flamengo \| 0:3 \| Santos \| |                |               |           |               |
| Fecha | Lugar          | Local         | Resultado | Visitante     |
| 13 de agosto | Santos         | Santos        | 1:1       | Internacional |
| 27 de agosto | Porto Alegre   | Internacional | 3:1       | Flamengo      |
| 3 de septiembre | Río de Janeiro | Flamengo      | 0:3       | Santos        |

#### Grupo 2
| Equipo           | Pts. | PJ | PG | PE | PP | GF | GC | DG |
| ---------------- | ---- | -- | -- | -- | -- | -- | -- | -- |
| Fluminense       | 6    | 2  | 2  | 0  | 0  | 4  | 0  | 4  |
| Atlético Mineiro | 3    | 2  | 1  | 0  | 1  | 2  | 2  | 0  |
| Corinthians      | 0    | 2  | 0  | 0  | 2  | 0  | 4  | –4 |

| \| Fecha \| Lugar \| Local \| Resultado \| Visitante \| \| --------------- \| -------------- \| ---------------- \| --------- \| ---------------- \| \| 30 de julio \| São Paulo \| Corinthians \| 0:2 \| Atlético Mineiro \| \| 13 de agosto \| Río de Janeiro \| Fluminense \| 2:0 \| Corinthians \| \| 3 de septiembre \| Belo Horizonte \| Atlético Mineiro \| 0:2 \| Fluminense \| |                |                  |           |                  |
| Fecha | Lugar          | Local            | Resultado | Visitante        |
| 30 de julio | São Paulo      | Corinthians      | 0:2       | Atlético Mineiro |
| 13 de agosto | Río de Janeiro | Fluminense       | 2:0       | Corinthians      |
| 3 de septiembre | Belo Horizonte | Atlético Mineiro | 0:2       | Fluminense       |

#### Grupo 3
| Equipo        | Pts. | PJ | PG | PE | PP | GF | GC | DG |
| ------------- | ---- | -- | -- | -- | -- | -- | -- | -- |
| São Paulo     | 6    | 2  | 2  | 0  | 0  | 6  | 1  | 5  |
| Vasco da Gama | 1    | 2  | 0  | 1  | 1  | 2  | 3  | –1 |
| Grêmio        | 1    | 2  | 0  | 1  | 1  | 1  | 5  | –4 |

| \| Fecha \| Lugar \| Local \| Resultado \| Visitante \| \| --------------- \| -------------- \| ------------- \| --------- \| ------------- \| \| 30 de julio \| Porto Alegre \| Grêmio \| 0:4 \| São Paulo \| \| 27 de agosto \| Río de Janeiro \| Vasco da Gama \| 1:1 \| Grêmio \| \| 3 de septiembre \| São Paulo \| São Paulo \| 2:1 \| Vasco da Gama \| |                |               |           |               |
| Fecha | Lugar          | Local         | Resultado | Visitante     |
| 30 de julio | Porto Alegre   | Grêmio        | 0:4       | São Paulo     |
| 27 de agosto | Río de Janeiro | Vasco da Gama | 1:1       | Grêmio        |
| 3 de septiembre | São Paulo      | São Paulo     | 2:1       | Vasco da Gama |

#### Grupo 4
| Equipo      | Pts. | PJ | PG | PE | PP | GF | GC | DG |
| ----------- | ---- | -- | -- | -- | -- | -- | -- | -- |
| São Caetano | 4    | 2  | 1  | 1  | 0  | 4  | 1  | 3  |
| Cruzeiro    | 4    | 2  | 1  | 1  | 0  | 2  | 1  | 1  |
| Palmeiras   | 0    | 2  | 0  | 0  | 2  | 0  | 4  | –4 |

| \| Fecha \| Lugar \| Local \| Resultado \| Visitante \| \| ------------ \| ------------------ \| ----------- \| --------- \| ----------- \| \| 30 de julio \| São Caetano do Sul \| São Caetano \| 3:0 \| Palmeiras \| \| 13 de agosto \| São Paulo \| Palmeiras \| 0:1 \| Cruzeiro \| \| 27 de agosto \| Belo Horizonte \| Cruzeiro \| 1:1 \| São Caetano \| |                    |             |           |             |
| Fecha | Lugar              | Local       | Resultado | Visitante   |
| 30 de julio | São Caetano do Sul | São Caetano | 3:0       | Palmeiras   |
| 13 de agosto | São Paulo          | Palmeiras   | 0:1       | Cruzeiro    |
| 27 de agosto | Belo Horizonte     | Cruzeiro    | 1:1       | São Caetano |

## Fases finales

### Cuadro de desarrollo
|  | Octavos de final                 | Octavos de final                 | Octavos de final                 | Octavos de final                 |   |                   | Cuartos de final                 | Cuartos de final                 | Cuartos de final                 | Cuartos de final                 |  |           | Semifinales                       | Semifinales                       | Semifinales                       | Semifinales                       |  |           | Final                | Final                | Final                | Final                |  |
|  | 16 de septiembre al 9 de octubre | 16 de septiembre al 9 de octubre | 16 de septiembre al 9 de octubre | 16 de septiembre al 9 de octubre |   |                   | 16 de octubre al 12 de noviembre | 16 de octubre al 12 de noviembre | 16 de octubre al 12 de noviembre | 16 de octubre al 12 de noviembre |  |           | 13 de noviembre al 4 de diciembre | 13 de noviembre al 4 de diciembre | 13 de noviembre al 4 de diciembre | 13 de noviembre al 4 de diciembre |  |           | 10 y 19 de diciembre | 10 y 19 de diciembre | 10 y 19 de diciembre | 10 y 19 de diciembre |  |
|  |                                  |                                  |                                  |                                  |   |                   |                                  |                                  |                                  |                                  |  |           |                                   |                                   |                                   |                                   |  |           |                      |                      |                      |                      |  |
|  |                                  |                                  |                                  |                                  |   |                   |                                  |                                  |                                  |                                  |  |           |                                   |                                   |                                   |                                   |  |           |                      |                      |                      |                      |  |
|  | Universidad Católica             | 0                                | 3                                | 3                                |   |                   |                                  |                                  |                                  |                                  |  |           |                                   |                                   |                                   |                                   |  |           |                      |                      |                      |                      |  |
|  | Universidad Católica             | 0                                | 3                                | 3                                |   |                   |                                  |                                  |                                  |                                  |  |           |                                   |                                   |                                   |                                   |  |           |                      |                      |                      |                      |  |
|  | Cienciano                        | 4                                | 1                                | 5                                |   |                   |                                  |                                  |                                  |                                  |  |           |                                   |                                   |                                   |                                   |  |           |                      |                      |                      |                      |  |
|  | Cienciano                        | 4                                | 1                                | 5                                |   | Cienciano         | 1                                | 2                                | 3                                |                                  |  |           |                                   |                                   |                                   |                                   |  |           |                      |                      |                      |                      |  |
|  |                                  |                                  |                                  |                                  |   | Cienciano         | 1                                | 2                                | 3                                |                                  |  |           |                                   |                                   |                                   |                                   |  |           |                      |                      |                      |                      |  |
|  |                                  |                                  | Santos                           | 1                                | 1 | 2                 |                                  |                                  |                                  |                                  |  |           |                                   |                                   |                                   |                                   |  |           |                      |                      |                      |                      |  |
|  | Santos                           | 1                                | Santos                           | 1                                | 1 | 2                 | 1                                | 2                                |                                  |                                  |  |           |                                   |                                   |                                   |                                   |  |           |                      |                      |                      |                      |  |
|  | Santos                           | 1                                |                                  |                                  |   |                   |                                  |                                  |                                  |                                  |  |           |                                   |                                   |                                   |                                   |  |           |                      |                      |                      |                      |  |
|  | São Caetano                      | 0                                | 1                                | 1                                |   |                   |                                  |                                  |                                  |                                  |  |           |                                   |                                   |                                   |                                   |  |           |                      |                      |                      |                      |  |
|  | São Caetano                      | 0                                | 1                                | 1                                |   |                   |                                  |                                  |                                  |                                  |  | Cienciano | 2                                 | 1                                 | 3                                 |                                   |  |           |                      |                      |                      |                      |  |
|  |                                  |                                  |                                  |                                  |   |                   |                                  |                                  |                                  |                                  |  | Cienciano | 2                                 | 1                                 | 3                                 |                                   |  |           |                      |                      |                      |                      |  |
|  |                                  |                                  | Atlético Nacional                | 1                                | 0 | 1                 |                                  |                                  |                                  |                                  |  |           |                                   |                                   |                                   |                                   |  |           |                      |                      |                      |                      |  |
|  | Atlético Nacional                | 1                                | Atlético Nacional                | 1                                | 0 | 1                 | 1                                | 2                                |                                  |                                  |  |           |                                   |                                   |                                   |                                   |  |           |                      |                      |                      |                      |  |
|  | Atlético Nacional                | 1                                |                                  |                                  |   |                   |                                  |                                  |                                  |                                  |  |           |                                   |                                   |                                   |                                   |  |           |                      |                      |                      |                      |  |
|  | Liga de Quito                    | 1                                | 0                                | 1                                |   |                   |                                  |                                  |                                  |                                  |  |           |                                   |                                   |                                   |                                   |  |           |                      |                      |                      |                      |  |
|  | Liga de Quito                    | 1                                | 0                                | 1                                |   | Atlético Nacional | 1                                | 4                                | 5                                |                                  |  |           |                                   |                                   |                                   |                                   |  |           |                      |                      |                      |                      |  |
|  |                                  |                                  |                                  |                                  |   | Atlético Nacional | 1                                | 4                                | 5                                |                                  |  |           |                                   |                                   |                                   |                                   |  |           |                      |                      |                      |                      |  |
|  |                                  |                                  | Boca Juniors                     | 0                                | 1 | 1                 |                                  |                                  |                                  |                                  |  |           |                                   |                                   |                                   |                                   |  |           |                      |                      |                      |                      |  |
|  | Boca Juniors                     | 1                                | Boca Juniors                     | 0                                | 1 | 1                 | 2                                | 3                                |                                  |                                  |  |           |                                   |                                   |                                   |                                   |  |           |                      |                      |                      |                      |  |
|  | Boca Juniors                     | 1                                |                                  |                                  |   |                   |                                  |                                  |                                  |                                  |  |           |                                   |                                   |                                   |                                   |  |           |                      |                      |                      |                      |  |
|  | Colón                            | 1                                | 1                                | 2                                |   |                   |                                  |                                  |                                  |                                  |  |           |                                   |                                   |                                   |                                   |  |           |                      |                      |                      |                      |  |
|  | Colón                            | 1                                | 1                                | 2                                |   |                   |                                  |                                  |                                  |                                  |  |           |                                   |                                   |                                   |                                   |  | Cienciano | 3                    | 1                    | 4                    |                      |  |
|  |                                  |                                  |                                  |                                  |   |                   |                                  |                                  |                                  |                                  |  |           |                                   |                                   |                                   |                                   |  | Cienciano | 3                    | 1                    | 4                    |                      |  |
|  |                                  |                                  | River Plate                      | 3                                | 0 | 3                 |                                  |                                  |                                  |                                  |  |           |                                   |                                   |                                   |                                   |  |           |                      |                      |                      |                      |  |
|  | Fluminense                       | 0                                | River Plate                      | 3                                | 0 | 3                 | 1                                | 1                                |                                  |                                  |  |           |                                   |                                   |                                   |                                   |  |           |                      |                      |                      |                      |  |
|  | Fluminense                       | 0                                |                                  |                                  |   |                   |                                  |                                  |                                  |                                  |  |           |                                   |                                   |                                   |                                   |  |           |                      |                      |                      |                      |  |
|  | São Paulo                        | 1                                | 1                                | 2                                |   |                   |                                  |                                  |                                  |                                  |  |           |                                   |                                   |                                   |                                   |  |           |                      |                      |                      |                      |  |
|  | São Paulo                        | 1                                | 1                                | 2                                |   | São Paulo         | 4                                | 3                                | 7                                |                                  |  |           |                                   |                                   |                                   |                                   |  |           |                      |                      |                      |                      |  |
|  |                                  |                                  |                                  |                                  |   | São Paulo         | 4                                | 3                                | 7                                |                                  |  |           |                                   |                                   |                                   |                                   |  |           |                      |                      |                      |                      |  |
|  |                                  |                                  | The Strongest                    | 1                                | 1 | 2                 |                                  |                                  |                                  |                                  |  |           |                                   |                                   |                                   |                                   |  |           |                      |                      |                      |                      |  |
|  | San Lorenzo                      | 0                                | The Strongest                    | 1                                | 1 | 2                 | 2                                | 2                                |                                  |                                  |  |           |                                   |                                   |                                   |                                   |  |           |                      |                      |                      |                      |  |
|  | San Lorenzo                      | 0                                |                                  |                                  |   |                   |                                  |                                  |                                  |                                  |  |           |                                   |                                   |                                   |                                   |  |           |                      |                      |                      |                      |  |
|  | The Strongest                    | 2                                | 1                                | 3                                |   |                   |                                  |                                  |                                  |                                  |  |           |                                   |                                   |                                   |                                   |  |           |                      |                      |                      |                      |  |
|  | The Strongest                    | 2                                | 1                                | 3                                |   |                   |                                  |                                  |                                  |                                  |  | São Paulo | 1                                 | 2                                 | 3 (2)                             |                                   |  |           |                      |                      |                      |                      |  |
|  |                                  |                                  |                                  |                                  |   |                   |                                  |                                  |                                  |                                  |  | São Paulo | 1                                 | 2                                 | 3 (2)                             |                                   |  |           |                      |                      |                      |                      |  |
|  |                                  |                                  | River Plate (p)                  | 3                                | 0 | 3 (4)             |                                  |                                  |                                  |                                  |  |           |                                   |                                   |                                   |                                   |  |           |                      |                      |                      |                      |  |
|  | Libertad (p)                     | 0                                | River Plate (p)                  | 3                                | 0 | 3 (4)             | 3                                | 3 (3)                            |                                  |                                  |  |           |                                   |                                   |                                   |                                   |  |           |                      |                      |                      |                      |  |
|  | Libertad (p)                     | 0                                |                                  |                                  |   |                   |                                  |                                  |                                  |                                  |  |           |                                   |                                   |                                   |                                   |  |           |                      |                      |                      |                      |  |
|  | Nacional                         | 3                                | 0                                | 3 (2)                            |   |                   |                                  |                                  |                                  |                                  |  |           |                                   |                                   |                                   |                                   |  |           |                      |                      |                      |                      |  |
|  | Nacional                         | 3                                | 0                                | 3 (2)                            |   | Libertad          | 0                                | 1                                | 1                                |                                  |  |           |                                   |                                   |                                   |                                   |  |           |                      |                      |                      |                      |  |
|  |                                  |                                  |                                  |                                  |   | Libertad          | 0                                | 1                                | 1                                |                                  |  |           |                                   |                                   |                                   |                                   |  |           |                      |                      |                      |                      |  |
|  |                                  |                                  | River Plate                      | 2                                | 0 | 2                 |                                  |                                  |                                  |                                  |  |           |                                   |                                   |                                   |                                   |  |           |                      |                      |                      |                      |  |
|  | River Plate                      | 4                                | River Plate                      | 2                                | 0 | 2                 | 4                                | 8                                |                                  |                                  |  |           |                                   |                                   |                                   |                                   |  |           |                      |                      |                      |                      |  |
|  | River Plate                      | 4                                |                                  |                                  |   |                   |                                  |                                  |                                  |                                  |  |           |                                   |                                   |                                   |                                   |  |           |                      |                      |                      |                      |  |
|  | Independiente                    | 1                                | 0                                | 1                                |   |                   |                                  |                                  |                                  |                                  |  |           |                                   |                                   |                                   |                                   |  |           |                      |                      |                      |                      |  |
|  | Independiente                    | 1                                | 0                                | 1                                |   |                   |                                  |                                  |                                  |                                  |  |           |                                   |                                   |                                   |                                   |  |           |                      |                      |                      |                      |  |
|  |                                  |                                  |                                  |                                  |   |                   |                                  |                                  |                                  |                                  |  |           |                                   |                                   |                                   |                                   |  |           |                      |                      |                      |                      |  |

- Nota: En cada llave, el equipo que ocupa la primera línea es el que definió la serie como local.

### Segunda fase
| 25 de septiembre de 2003 | Cienciano                                                    | 4:0 (2:0) | Universidad Católica | Estadio Inca Garcilaso de la Vega, Cuzco |                           |
|                          | Carty 1' · Álvarez 38' (a.g.) · Acasiete 55' · Maldonado 69' | Reporte   |                      | Árbitro(s): Alberto Duque                | Árbitro(s): Alberto Duque |

| 2 de octubre de 2003 | Universidad Católica                       | 3:1 (1:1) | Cienciano         | Estadio San Carlos de Apoquindo, Santiago |                             |
|                      | Norambuena 16' · Rozental 69' · Campos 86' | Reporte   | Álvarez 9' (a.g.) | Árbitro(s): Carlos Amarilla               | Árbitro(s): Carlos Amarilla |

| 17 de septiembre de 2003 | São Caetano | 0:1 (0:0) | Santos             | Estadio Anacleto Campanella, São Caetano do Sul |                                     |
|                          |             | Reporte   | Robinho 51' (pen.) | Árbitro(s): Paulo César de Oliveira             | Árbitro(s): Paulo César de Oliveira |

| 1 de octubre de 2003 | Santos    | 1:1 (1:0) | São Caetano | Estadio Urbano Caldeira, Santos       |                                       |
|                      | Elano 34' | Reporte   | Adhemar 50' | Árbitro(s): Silvia Regina de Oliveira | Árbitro(s): Silvia Regina de Oliveira |

| 18 de septiembre de 2003 | Liga de Quito | 1:1 (0:0) | Atlético Nacional | Estadio Casa Blanca, Quito       |                                  |
|                          | Espinoza 47'  | Reporte   | Agudelo 52'       | Árbitro(s): Juan Carlos Paniagua | Árbitro(s): Juan Carlos Paniagua |

| 2 de octubre de 2003 | Atlético Nacional | 1:0 (0:0) | Liga de Quito | Estadio Atanasio Girardot, Medellín |                           |
|                      | Giraldo 86'       | Reporte   |               | Árbitro(s): Víctor Rivera           | Árbitro(s): Víctor Rivera |

| 24 de septiembre de 2003 | Colón      | 1:1 (0:1) | Boca Juniors | Estadio Brig. Gral. Estanislao López, Santa Fe |                              |
|                          | Savoia 90' | Reporte   | Iarley 29'   | Árbitro(s): Gabriel Brazenas                   | Árbitro(s): Gabriel Brazenas |

| 9 de octubre de 2003 | Boca Juniors             | 2:1 (0:0) | Colón         | Estadio Padre Ernesto Martearena, Salta |                             |
|                      | Fabbro 58' · Cángele 71' | Reporte   | Carignano 61' | Árbitro(s): Héctor Baldassi             | Árbitro(s): Héctor Baldassi |

| 17 de septiembre de 2003 | São Paulo | 1:0 (1:0) | Fluminense | Estadio Morumbi, São Paulo  |                             |
|                          | Kléber 1' | Reporte   |            | Árbitro(s): Wilson de Souza | Árbitro(s): Wilson de Souza |

| 1 de octubre de 2003 | Fluminense   | 1:1 (0:0) | São Paulo  | Estadio de Maracaná, Río de Janeiro |                          |
|                      | Jadílson 66' | Reporte   | Lugano 80' | Árbitro(s): Carlos Simón            | Árbitro(s): Carlos Simón |

| 16 de septiembre de 2003 | The Strongest          | 2:0 (2:0) | San Lorenzo | Estadio Hernando Siles, La Paz |                           |
|                          | Méndez 2' · Gigena 37' | Reporte   |             | Árbitro(s): Carlos Torres      | Árbitro(s): Carlos Torres |

| 7 de octubre de 2003 | San Lorenzo                        | 2:1 (0:0) | The Strongest     | Estadio Nuevo Gasómetro, Buenos Aires |                            |
|                      | Acosta 48' · Paz García 74' (a.g.) | Reporte   | Coelho 78' (pen.) | Árbitro(s): Márcio Rezende            | Árbitro(s): Márcio Rezende |

| 24 de septiembre de 2003 | Nacional                                   | 3:0 (1:0) | Libertad | Estadio Centenario, Montevideo |                          |
|                          | Dely Valdés 23', 84' · Martínez 61' (a.g.) | Reporte   |          | Árbitro(s): Rubén Selmán       | Árbitro(s): Rubén Selmán |

| 2 de octubre de 2003 | Libertad                               | 3:0 (1:0) (3:2 p.)         | Nacional                                           | Estadio Defensores del Chaco, Asunción |                            |
|                      | Samudio 19', 83' (pen.) · Candia 50'   | Reporte                    |                                                    | Árbitro(s): Claudio Martín             | Árbitro(s): Claudio Martín |
|                      |                                        | Tiros desde el punto penal |                                                    |                                        |                            |
|                      | Samudio · Robles · Morínigo · Martínez |                            | Machado · Méndez · Camejo · Ferreira · Dely Valdés |                                        |                            |

| 17 de septiembre de 2003 | Independiente | 1:4 (0:2) | River Plate                              | Estadio La Doble Visera, Avellaneda |                             |
|                          | Marioni 82'   | Reporte   | Cavenaghi 30', 52', 73' · Montenegro 36' | Árbitro(s): Fabián Madorrán         | Árbitro(s): Fabián Madorrán |

| 8 de octubre de 2003 | River Plate                                                  | 4:0 (2:0) | Independiente | Estadio Monumental, Buenos Aires |                              |
|                      | Cavenaghi 28' · Ludueña 42' · Coudet 72' (pen.) · Husaín 85' | Reporte   |               | Árbitro(s): Horacio Elizondo     | Árbitro(s): Horacio Elizondo |

### Cuartos de final
| 16 de octubre de 2003 | Santos      | 1:1 (0:0) | Cienciano       | Estadio Urbano Caldeira, Santos |                            |
|                       | Robinho 77' | Reporte   | Alex 71' (a.g.) | Árbitro(s): Martín Vázquez      | Árbitro(s): Martín Vázquez |

| 29 de octubre de 2003 | Cienciano      | 2:1 (2:1) | Santos    | Estadio Inca Garcilaso de la Vega, Cuzco |                         |
|                       | Carty 11', 34' |           | Elano 13' | Árbitro(s): René Ortubé                  | Árbitro(s): René Ortubé |

| 22 de octubre de 2003 | Boca Juniors | 0:1 (0:0) | Atlético Nacional | Estadio La Bombonera, Buenos Aires |                          |
|                       |              | Reporte   | Perea 65'         | Árbitro(s): Rubén Selmán           | Árbitro(s): Rubén Selmán |

| 5 de noviembre de 2003 | Atlético Nacional                                     | 4:1 (2:1) | Boca Juniors   | Estadio Atanasio Girardot, Medellín |                            |
|                        | Valencia 12' · Grisales 25' · Perea 75' · Giraldo 83' | Reporte   | Villarreal 10' | Árbitro(s): Márcio Rezende          | Árbitro(s): Márcio Rezende |

| 29 de octubre de 2003 | The Strongest | 1:4 (0:1) | São Paulo                                     | Estadio Hernando Siles, La Paz |                           |
|                       | Cristaldo 68' | Reporte   | Kléber 31', 79' · Luís Fabiano 69' · Nery 89' | Árbitro(s): Ubaldo Aquino      | Árbitro(s): Ubaldo Aquino |

| 12 de noviembre de 2003 | São Paulo                    | 3:1 (3:1) | The Strongest    | Estadio Morumbi, São Paulo |                           |
|                         | Tardelli 6' · Souza 35', 44' | Reporte   | Álex da Rosa 20' | Árbitro(s): Carlos Torres  | Árbitro(s): Carlos Torres |

| 23 de octubre de 2003 | River Plate            | 2:0 (1:0) | Libertad | Estadio Monumental, Buenos Aires |                            |
|                       | Ameli 26' · Coudet 49' | Reporte   |          | Árbitro(s): Carlos Chandía       | Árbitro(s): Carlos Chandía |

| 5 de noviembre de 2003 | Libertad    | 1:0 (0:0) | River Plate | Estadio Defensores del Chaco, Asunción |                          |
|                        | Cohener 67' | Reporte   |             | Árbitro(s): Carlos Simón               | Árbitro(s): Carlos Simón |

### Semifinales
| 13 de noviembre de 2003 | Atlético Nacional | 1:2 (0:1) | Cienciano                 | Estadio Atanasio Girardot, Medellín |                            |
|                         | Velásquez 50'     | Reporte   | Carty 29' · Maldonado 89' | Árbitro(s): Daniel Giménez          | Árbitro(s): Daniel Giménez |

| 4 de diciembre de 2003 | Cienciano | 1:0 (1:0) | Atlético Nacional | Estadio Inca Garcilaso de la Vega, Cuzco |                            |
|                        | Carty 1'  |           |                   | Árbitro(s): Carlos Chandía               | Árbitro(s): Carlos Chandía |

| 26 de noviembre de 2003 | River Plate                     | 3:1 (1:1) | São Paulo          | Estadio Monumental, Buenos Aires |                              |
|                         | Gallardo 10', 47' · Barrado 66' | Reporte   | Ahumada 41' (a.g.) | Árbitro(s): Gilberto Hidalgo     | Árbitro(s): Gilberto Hidalgo |

| 3 de diciembre de 2003 | São Paulo                                       | 2:0 (0:0) (2:4 p.)         | River Plate                           | Estadio Morumbi, São Paulo  |                             |
|                        | Rico 69' · Tardelli 73'                         | Reporte                    |                                       | Árbitro(s): Jorge Larrionda | Árbitro(s): Jorge Larrionda |
|                        |                                                 | Tiros desde el punto penal |                                       |                             |                             |
|                        | Souza · Rogério Ceni · Lugano · Fábio Simplício |                            | Domínguez · Coudet · Ludueña · Tuzzio |                             |                             |

### Final

#### Ida
| 10 de diciembre de 2003, 21:10 (UTC-3) | River Plate                | 3:3 (1:1) | Cienciano                     | Estadio Monumental, Buenos Aires |                          |
|                                        | López 28', 50' · Salas 85' | Reporte   | Portilla 26', 79' · Carty 67' | Árbitro(s): Carlos Simón         | Árbitro(s): Carlos Simón |

| 17         | POR        | Franco Costanzo   |     |
| 14         | DEF        | Luis Lobo         |     |
| 6          | DEF        | Cristian Tula     |     |
| 13         | DEF        | Ricardo Rojas     |     |
| 3          | DEF        | Kilian Virviescas |     |
| 8          | MED        | Eduardo Coudet    | 73' |
| 2          | MED        | Oscar Ahumada     |     |
| 24         | MED        | Luis González     | 70' |
| 16         | MED        | Marcelo Gallardo  |     |
| 10         | DEL        | Daniel Montenegro | 62' |
| 23         | DEL        | Maximiliano López |     |
| Entrenador | Entrenador | Manuel Pellegrini |     |

| 1          | POR        | Óscar Ibáñez        |     |
| 17         | DEF        | Miguel Llanos       | 87' |
| 5          | DEF        | Carlos Lugo         |     |
| 2          | DEF        | Santiago Acasiete   |     |
| 13         | DEF        | Giuliano Portilla   |     |
| 15         | MED        | Alessandro Morán    |     |
| 14         | MED        | Juan Carlos La Rosa |     |
| 8          | MED        | Juan Carlos Bazalar |     |
| 16         | MED        | Julio García        |     |
| 19         | DEL        | Rodrigo Saraz       | 46' |
| 9          | DEL        | Germán Carty        |     |
| Entrenador | Entrenador | Freddy Ternero      |     |

| 11 | DEL | Marcelo Salas       | 62' |
| 22 | MED | Daniel Ludueña      | 70' |
| 7  | DEL | Alejandro Domínguez | 73' |

| 10 | DEL | Paolo Maldonado   | 46'   | 90+1' |
| 20 | MED | Carlos Lobatón    | 87'   |       |
| 6  | MED | César Ccahuantico | 90+1' |       |

| Anotado | 28' | Maximiliano López | 1:1 |
| Anotado | 50' | Maximiliano López | 2:1 |
| Anotado | 85' | Marcelo Salas     | 3:3 |

| Anotado | 26' | Giuliano Portilla | 0:1 |
| Anotado | 67' | Germán Carty      | 2:2 |
| Anotado | 79' | Giuliano Portilla | 2:3 |

| Amonestado | 2'  | Luis Lobo         |
| Amonestado | 53' | Daniel Montenegro |
| Amonestado | 63' | Marcelo Gallardo  |

| Amonestado | 19' | Juan Bazalar     |
| Amonestado | 21' | Juan La Rosa     |
| Amonestado | 60' | Alessandro Morán |

| Árbitro             | Carlos Simon     |
| Árbitros asistentes | Jorge Oliveira   |
| Árbitros asistentes | José Oliveira    |
| Cuarto árbitro      | Edilson Carvalho |

| 17         | POR        | Franco Costanzo   |     |
| 14         | DEF        | Luis Lobo         |     |
| 6          | DEF        | Cristian Tula     |     |
| 13         | DEF        | Ricardo Rojas     |     |
| 3          | DEF        | Kilian Virviescas |     |
| 8          | MED        | Eduardo Coudet    | 73' |
| 2          | MED        | Oscar Ahumada     |     |
| 24         | MED        | Luis González     | 70' |
| 16         | MED        | Marcelo Gallardo  |     |
| 10         | DEL        | Daniel Montenegro | 62' |
| 23         | DEL        | Maximiliano López |     |
| Entrenador | Entrenador | Manuel Pellegrini |     |

| 1          | POR        | Óscar Ibáñez        |     |
| 17         | DEF        | Miguel Llanos       | 87' |
| 5          | DEF        | Carlos Lugo         |     |
| 2          | DEF        | Santiago Acasiete   |     |
| 13         | DEF        | Giuliano Portilla   |     |
| 15         | MED        | Alessandro Morán    |     |
| 14         | MED        | Juan Carlos La Rosa |     |
| 8          | MED        | Juan Carlos Bazalar |     |
| 16         | MED        | Julio García        |     |
| 19         | DEL        | Rodrigo Saraz       | 46' |
| 9          | DEL        | Germán Carty        |     |
| Entrenador | Entrenador | Freddy Ternero      |     |

| 11 | DEL | Marcelo Salas       | 62' |
| 22 | MED | Daniel Ludueña      | 70' |
| 7  | DEL | Alejandro Domínguez | 73' |

| 10 | DEL | Paolo Maldonado   | 46'   | 90+1' |
| 20 | MED | Carlos Lobatón    | 87'   |       |
| 6  | MED | César Ccahuantico | 90+1' |       |

| Anotado | 28' | Maximiliano López | 1:1 |
| Anotado | 50' | Maximiliano López | 2:1 |
| Anotado | 85' | Marcelo Salas     | 3:3 |

| Anotado | 26' | Giuliano Portilla | 0:1 |
| Anotado | 67' | Germán Carty      | 2:2 |
| Anotado | 79' | Giuliano Portilla | 2:3 |

| Amonestado | 2'  | Luis Lobo         |
| Amonestado | 53' | Daniel Montenegro |
| Amonestado | 63' | Marcelo Gallardo  |

| Amonestado | 19' | Juan Bazalar     |
| Amonestado | 21' | Juan La Rosa     |
| Amonestado | 60' | Alessandro Morán |

| Árbitro             | Carlos Simon     |
| Árbitros asistentes | Jorge Oliveira   |
| Árbitros asistentes | José Oliveira    |
| Cuarto árbitro      | Edilson Carvalho |

#### Vuelta
| 19 de diciembre de 2003, 19:10 (UTC-5) | Cienciano | 1:0 (0:0) | River Plate | Estadio Monumental, Arequipa |                            |
|                                        | Lugo 78'  |           |             | Árbitro(s): Gustavo Méndez   | Árbitro(s): Gustavo Méndez |

| 1          | POR        | Óscar Ibáñez        |       |
| 15         | DEF        | Alessandro Morán    |       |
| 2          | DEF        | Santiago Acasiete   |       |
| 5          | DEF        | Carlos Lugo         |       |
| 13         | DEF        | Giuliano Portilla   |       |
| 14         | MED        | Juan Carlos La Rosa |       |
| 8          | MED        | Juan Carlos Bazalar | 90+2' |
| 16         | MED        | Julio García        |       |
| 10         | MED        | Paolo Maldonado     | 58'   |
| 19         | DEL        | Rodrigo Saraz       | 83'   |
| 9          | DEL        | Germán Carty        |       |
| Entrenador | Entrenador | Freddy Ternero      |       |

| 17         | POR        | Franco Costanzo   |     |
| 21         | DEF        | Horacio Ameli     |     |
| 25         | DEF        | Eduardo Tuzzio    |     |
| 13         | DEF        | Ricardo Rojas     |     |
| 8          | MED        | Eduardo Coudet    |     |
| 2          | MED        | Oscar Ahumada     | 85' |
| 15         | MED        | Javier Mascherano |     |
| 24         | MED        | Luis González     | 76' |
| 16         | MED        | Marcelo Gallardo  |     |
| 23         | DEL        | Maximiliano López |     |
| 11         | DEL        | Marcelo Salas     | 16' |
| Entrenador | Entrenador | Manuel Pellegrini |     |

| 6  | MED | César Ccahuantico | 58'   |
| 3  | MED | Martín García     | 83'   |
| 17 | DEF | Miguel Llanos     | 90+2' |

| 10 | MED | Daniel Montenegro   | 16' |
| 7  | DEL | Alejandro Domínguez | 76' |
| 22 | MED | Daniel Ludueña      | 85' |

| Anotado | 78' | Carlos Lugo | 1:0 |

|  |  |  |  |

| Amonestado | 14' | Juan Carlos La Rosa |
| Amonestado | 19' | Alessandro Morán    |
| Amonestado | 53' | Óscar Ibáñez        |
| Amonestado | 84' | Germán Carty        |
| Amonestado | 84' | Julio García        |

| Amonestado | 27' | Maximiliano López |
| Amonestado | 77' | Ricardo Rojas     |
| Amonestado | 84' | Eduardo Tuzzio    |

| Otorgado · Otorgado otra vez · Expulsado | 52' | Juan Carlos La Rosa |
| Otorgado · Otorgado otra vez · Expulsado | 86' | Julio García        |

|  |  |  |

| Árbitro             | Gustavo Méndez  |
| Árbitros asistentes | Fernando Cresci |
| Árbitros asistentes | Wálter Rial     |
| Cuarto árbitro      | Martín Vázquez  |

| 1          | POR        | Óscar Ibáñez        |       |
| 15         | DEF        | Alessandro Morán    |       |
| 2          | DEF        | Santiago Acasiete   |       |
| 5          | DEF        | Carlos Lugo         |       |
| 13         | DEF        | Giuliano Portilla   |       |
| 14         | MED        | Juan Carlos La Rosa |       |
| 8          | MED        | Juan Carlos Bazalar | 90+2' |
| 16         | MED        | Julio García        |       |
| 10         | MED        | Paolo Maldonado     | 58'   |
| 19         | DEL        | Rodrigo Saraz       | 83'   |
| 9          | DEL        | Germán Carty        |       |
| Entrenador | Entrenador | Freddy Ternero      |       |

| 17         | POR        | Franco Costanzo   |     |
| 21         | DEF        | Horacio Ameli     |     |
| 25         | DEF        | Eduardo Tuzzio    |     |
| 13         | DEF        | Ricardo Rojas     |     |
| 8          | MED        | Eduardo Coudet    |     |
| 2          | MED        | Oscar Ahumada     | 85' |
| 15         | MED        | Javier Mascherano |     |
| 24         | MED        | Luis González     | 76' |
| 16         | MED        | Marcelo Gallardo  |     |
| 23         | DEL        | Maximiliano López |     |
| 11         | DEL        | Marcelo Salas     | 16' |
| Entrenador | Entrenador | Manuel Pellegrini |     |

| 6  | MED | César Ccahuantico | 58'   |
| 3  | MED | Martín García     | 83'   |
| 17 | DEF | Miguel Llanos     | 90+2' |

| 10 | MED | Daniel Montenegro   | 16' |
| 7  | DEL | Alejandro Domínguez | 76' |
| 22 | MED | Daniel Ludueña      | 85' |

| Anotado | 78' | Carlos Lugo | 1:0 |

|  |  |  |  |

| Amonestado | 14' | Juan Carlos La Rosa |
| Amonestado | 19' | Alessandro Morán    |
| Amonestado | 53' | Óscar Ibáñez        |
| Amonestado | 84' | Germán Carty        |
| Amonestado | 84' | Julio García        |

| Amonestado | 27' | Maximiliano López |
| Amonestado | 77' | Ricardo Rojas     |
| Amonestado | 84' | Eduardo Tuzzio    |

| Otorgado · Otorgado otra vez · Expulsado | 52' | Juan Carlos La Rosa |
| Otorgado · Otorgado otra vez · Expulsado | 86' | Julio García        |

|  |  |  |

| Árbitro             | Gustavo Méndez  |
| Árbitros asistentes | Fernando Cresci |
| Árbitros asistentes | Wálter Rial     |
| Cuarto árbitro      | Martín Vázquez  |

|                               |
| Bandera de Perú               |
| Campeón Cienciano 1.er título |

## Estadísticas

### Goleadores
| Jugador            | Club          | Goles |
| ------------------ | ------------- | ----- |
| Germán Carty       | Cienciano     | 6     |
| Kléber             | São Paulo     | 5     |
| Fernando Cavenaghi | River Plate   | 4     |
| Alberto Acosta     | San Lorenzo   | 3     |
| Jéfferson Feijão   | Internacional | 3     |
| Diego Tardelli     | São Paulo     | 3     |